# ギャラリー (映画)
『ギャラリー』（Boogie Woogie）は2009年のイギリスのコメディ映画。監督はダンカン・ウォード、出演はジリアン・アンダーソンとアラン・カミングなど。原作はダニー・モイニハンの小説『Boogie Woogie』であり、モイニハン自らが脚本を担当している。原作のタイトルおよび映画の原題は、物語にも登場するピエト・モンドリアンの絵画「ブギウギ」から付けられている。
2009年6月26日にエディンバラ国際映画祭で初公開された。
日本では劇場未公開だが、WOWOWで2012年2月24日に放送された後、2012年5月2日にDVDが『ギャラリー 欲望の画廊』のタイトルで発売された。

## ストーリー
ロンドンの現代アート業界を舞台に、色と欲にまみれた人々の姿をブラックユーモアを込めて描いた群像コメディ。

## キャスト
- ジーン・マクルストン: ジリアン・アンダーソン - 美術収集家の有閑マダム。
- デューイ・ダラマナトゥセス: アラン・カミング - アート業界での成功を夢見ている男。ゲイ。
- ベス・フリーマントル: ヘザー・グラハム - アートの部下。独立を計画中。
- アート・スピンドル: ダニー・ヒューストン - ロンドンで屈指の美術商。
- ジョー・リチャーズ: ジャック・ヒューストン - 新進の若手アーティスト。ベスの恋人。
- アルフレッド・ラインゴールド: クリストファー・リー - ピエト・モンドリアンの名画を所有している老富豪。
- アルフリーダ・ラインゴールド: ジョアンナ・ラムレイ（英語版） - アルフレッドの妻。名画を売ろうとしている。
- ロバート・フレイン: サイモン・マクバーニー - ラインゴールド家の召使い。
- エミール: シャーロット・ランプリング - ジーンの友人。
- ペイジ・オッペンハイマー: アマンダ・サイフリッド - 元美術収集家の娘。アートの部下として雇われる。
- ボブ・マクルストン: ステラン・スカルスガルド - ジーンの夫。美術収集家。ベスのパトロン。

## 作品の評価
Rotten Tomatoesによれば、24件の評論のうち高評価は33%にあたる8件で、平均点は10点満点中4.4点となっている。